# Rio Tinto Group
Rio Tinto Group — гірничорудна транснаціональна корпорація з штаб-квартирами в Мельбурні та Лондоні. Складається з двох великих акціонерних компаній з обмеженою відповідальністю: Rio Tinto plc і Rio Tinto Ltd., які здійснюють свою діяльність як єдине ціле, мають єдину Раду директорів, спільний менеджмент і сукупно володіють запасами ряду корисних копалин в багатьох країнах світу. Ці компанії мають низку дочірніх фірм з різною часткою капіталу групи.
Rio Tinto займає третє місце в світовому гірничодобувному секторі. Чистий прибуток компанії Rio Tinto за 2008 знизився на 50% — до 3,68 млрд дол. в порівнянні з 7,31 млрд дол. роком раніше. Виручка за 2008 збільшилася на 73,2% і склала 58,07 млрд доларів проти 33,52 млрд доларів роком раніше. Операційний прибуток за звітний рік досяг 10,19 млрд доларів, що на 18,9% більше аналогічного показника за 2007, що становив 8,57 млрд доларів.

## Історія
The Rio Tinto Company була створена в 1873 р. для розробки древніх мідних виробок в районі Ріо-Тінто в Іспанії. В 1905 р. для вилучення мінералів цинку з хвостів збагачення руд родовища Брокен-Гілл в штаті Новий Південний Уельс, Австралія утворена The Consolidated Zinc Corporation. У період 1968—1985 рр. основні інтереси групи були вельми різноманітні і включали виробництво цементу, різного роду хімікатів, автомобілів, а також видобуток нафти і газу. В 1987—1988 рр. діяльність групи повністю зосередилася в сфері гірничодобувної промисловості і суміжних з нею галузей. У 1988—1994 рр. всі виробництва, що не відносяться до гірництва були продані, і з 1995 р. діяльність групи у вибраному нею напрямі набула вже глобального характеру. В 1997 р. компанія The RTZ Corporation plc була перетворена в Rio Tinto plc, а CRA Ltd. в Rio Tinto Ltd. Сучасні інтереси групи охоплюють шість напрямів: алюміній, мідь, алмази і золото, енергетичні к.к. (вугілля і уран), нерудні к.к., залізняк, а також експлуатаційно-розвідувальний і технологічний напрями.

## Характеристика
Компанії групи Rio Tinto ведуть пошуки, розвідку, видобуток і реалізацію руд алюмінію, заліза, золота, міді, молібдену, нікелю, олова, свинцю, срібла, титану і цинку, а також алмазів, боратів, тальку, вугілля і урану. Активи групи в 2000 р. становили 16.2 млрд дол., з яких 42.5% зосереджено в США, 40.5% — в Австралії, інше — в країнах Південної Америки, Африки, в Індонезії та інш. Загальний оборот групи Rio Tinto в 2000 р. становив 9.972 млрд дол., з них частка вугілля 16.5%; чистий прибуток досяг 1.507 млрд дол. (в 1996 р. 1.07 млрд дол.), з яких на вугілля припадало 13.7%. Повернення чистих активів (за вирахуванням заборгованості) групи в 2000 р. становило 20.9% (в 1996 р. — 15.3%).

## Виноски
1. ↑  https://www.riotinto.com/about/board-of-directors/simon-thompson
2. ↑  https://www.riotinto.com/about/board-of-directors
3. ↑  https://web.archive.org/web/20180316152637/https://www.riotinto.com/documents/171204_Simon_Thompson_to_succeed_Jan_du_Plessis_as_chairman.pdf
4. ↑  https://www.riotinto.com/about/Executive-Committee/j-s-jacques
5. ↑  https://www.cnn.com/2020/09/10/business/rio-tinto-ceo-intl-hnk/index.html
6. ↑  Архів преси XX століття — 1908.
7. ↑  http://www.riotinto.com/documents/RT_Annual_Report_2015.pdf
8. ↑  http://www.riotinto.com/ar2014/pdfs/rio-tinto_2014-annual-report.pdf
9. ↑  Rio Tinto розірвала угоду з Chinalco на 19,5 млрд дол. Архів оригіналу за 6 червня 2009. Процитовано 5 червня 2009.